# Éric Bélanger
Éric Bélanger (* 16. Dezember 1977 in Sherbrooke, Québec) ist ein ehemaliger kanadischer Eishockeyspieler und -trainer, der im Verlauf seiner aktiven Karriere zwischen 1994 und 2013 unter anderem 861 Spiele für die Los Angeles Kings, Carolina Hurricanes, Atlanta Thrashers, Minnesota Wild, Washington Capitals, Phoenix Coyotes und Edmonton Oilers in der National Hockey League auf der Position des Centers bestritten hat.

## Karriere
Éric Bélanger begann seine Karriere als Eishockeyspieler in der Ligue de hockey junior majeur du Québec, in der er von 1994 bis 1997 für die Harfangs de Beauport und Océanic de Rimouski aktiv war. In dieser Zeit wurde er im NHL Entry Draft 1996 in der vierten Runde als insgesamt 96. Spieler von den Los Angeles Kings ausgewählt.
Nach drei Spielzeiten in der American Hockey League bei den Fredericton Canadiens, Springfield Falcons und den Lowell Lock Monsters gab der Angreifer in der Saison 2000/01 sein Debüt in der National Hockey League für die Kings. Dort lief er mit Ausnahme des Lockouts in der NHL-Saison 2004/05, in der er beim HC Bozen in der italienischen Serie A1 unter Vertrag stand, in den folgenden sechs Spielzeiten in der NHL auf. Die Saison 2006/07 begann Bélanger bei den Carolina Hurricanes, ehe er am 9. Februar 2007 von den Nashville Predators verpflichtet wurde. Diese wiederum gaben den Kanadier bereits am folgenden Tag an die Atlanta Thrashers ab, bei denen er die Spielzeit beendete.
Vor der Saison 2007/08 erhielt der Linksschütze als Free Agent einen Vertrag bei den Minnesota Wild, für die er bis März 2010 spielte. Über die Washington Capitals kam er im September 2010 zu den Phoenix Coyotes. Am 1. Juli 2011 unterzeichnete Bélanger einen Kontrakt für drei Jahre bei den Edmonton Oilers. Für die Saison 2013/14 wechselte der Kanadier zu Awtomobilist Jekaterinburg in die Kontinentale Hockey-Liga, nachdem die Edmonton Oilers seinen Kontrakt ausbezahlt hatten (buy out). Ende September 2013 beendete Bélanger im Alter von 36 Jahren seine Karriere, nachdem er die Verantwortlichen Jekaterinburgs um die vorzeitige Auflösung seines Vertrags gebeten hatte.
Von Sommer 2021 war Bélanger der Cheftrainer der Lions de Trois-Rivières aus der ECHL, nachdem er von 2014 diverse Mannschaften im Juniorenbereich betreut hatte. Diesen Posten besetzte er bis Mitte November 2022, ehe er aus seinem laufenden Vertrag ausstieg, um umgehend Cheftrainer der Voltigeurs de Drummondville aus der LHJMQ zu werden. Dort war er bis zum Ende der Spielzeit 2022/23 tätig.

## Karrierestatistik
(Legende zur Spielerstatistik: Sp oder GP = absolvierte Spiele; T oder G = erzielte Tore; V oder A = erzielte Assists; Pkt oder Pts = erzielte Scorerpunkte; SM oder PIM = erhaltene Strafminuten; +/− = Plus/Minus-Bilanz; PP = erzielte Überzahltore; SH = erzielte Unterzahltore; GW = erzielte Siegtore; 1 Play-downs/Relegation; Kursiv: Statistik nicht vollständig)